# گنجشک پنج‌نواره
گنجشک پنج‌نواره (نام علمی: Amphispiza quinquestriata) نام یک گونه از سرده پیرامون‌سهره است.